# Святибог
Святибог, або Святибір, Святибор — у давньоукраїнській міфології бог лісів, світлий бог, син світлоносного Дажбога. Користувався божеською пошаною і повною недоторканістю у давніх слов'ян. У той же час володар лісів жорстоко карав за нешанобливе ставлення до всього живого, за прагнення вбивати і розоряти заради забави або надмірної вигоди.